# Dingo joue au tennis
Pour plus de détails, voir Fiche technique et Distribution.
Dingo joue au tennis (Tennis Racquet en VO) est un court métrage d'animation américain de la série Dingo, réalisé par Jack Kinney pour les studios Disney et sorti en 1949.

## Synopsis
Deux Dingo s'affrontent au tennis dans un style qui n'appartient qu'à lui.

## Fiche technique
- Titre original : Tennis Racquet
- Titre français : Dingo joue au tennis
- Série : Dingo
- Réalisation : Jack Kinney
- Scénario : Dick Kinney
- Animation[1],[2] : Edwin Aardal, Jack Boyd, Wolfgang Reitherman et John Sibley
- Layout: Al Zinnen
- Décor : Merle Cox
- Musique: Oliver Wallace
- Production : Walt Disney
- Société de production : Walt Disney Productions
- Société de distributopn : RKO Pictures et Buena Vista Pictures
- Format : Couleur (Technicolor) - Son : Mono (RCA Sound System)
- Durée : 6 min 58[2]
- Dates de sortie : 
  - États-Unis : 26 août 1949[3]

## Distribution

### Voix originales
- Pinto Colvig : Dingo (voix)

### Voix françaises
- Gérard Rinaldi : Le commentateur

## Autres titres
- Suède : Jan Långben spelar tennis[1]

## Commentaires
- Ce film pourrait être associé à la série des Comment... (How to...).

## Voir  aussi

### Liens  externes
- « Dingo joue au tennis » (présentation de l'œuvre), sur l'Internet Movie Database